# 中国广核电力
中國廣核電力股份有限公司，簡稱中國廣核電力股份、中國廣核電力，以及中廣核電力（英語：CGN Power Co., Ltd.，港交所：1816、深交所：003816），是广东省的一家电力企业。
2014年，母公司中國廣核集團有限公司和廣東恆健投資控股有限公司旗下恒健国际投资控股（香港）有限公司組成「中國廣核電力股份有限公司」，該公司主要經營核电生产、科技研发供应保障体系。董事長为张善明，实际控制人为国资委。股份在2014年12月10日於港交所主板上市。招股價為2.43至2.78港元之間，集資額為245.3億港元，全球發售為8,825,000,000股H股，該公司引入18名基礎投資者，包括中華電力、Och-Ziff、國家開發銀行等主要基礎投資者。
2019年中国广核在A股上市，开盘价为2.49元，并发行20.47亿股，并称中国广核是中国在运装机规模最大的核电开发商与运营商。并且中国广核管理的在运、在建核电装机容量份额为国内市场第一

## 子公司
來源：
中国广核电力透過「广东核电投资有限公司」（1983年成立）持有實體經營
- 大亚湾核电站（由「广东核电合营有限公司」擁有，「大亚湾核电运营管理有限责任公司」經營[7]；广东核电投资擁有大亚湾核电运营管理87.5%股權[7]）
- 岭澳核电站一期（由「广东岭澳核电有限公司」擁有，「大亚湾核电运营管理有限责任公司」經營[7]）
- 岭澳核电站二期（由「广东岭东核电有限公司」擁有，「大亚湾核电运营管理有限责任公司」經營[7]）
- 阳江核电站（由「阳江核电有限公司」經營；广东核电投资擁有83%股權）
- 宁德核电站（由「福建宁德核电有限公司」經營）
- 台山核电站（由「台山核电有限公司」經營）

## 合營公司
- 红沿河核电站（由「辽宁红沿河核电有限公司」經營；中国广核电力間接持有辽宁红沿河核电公司45%股權；中電投核電有限公司持有另外45%股權）[2]:106-107

## 外部連結
- cgnp.com.cn（页面存档备份，存于）